# Feijão, Angu e Couve
Feijão, angu e couve: ensaio sobre a comida dos mineiros é um livro escrito pelo professor e escritor brasileiro Eduardo Frieiro e publicado pela primeira vez em 1966 em Belo Horizonte MG. A obra, escrita em forma de ensaio, é um dos escritos mais valorizados pelos críticos da área de culinária e também mais conhecidos pelo público. O Prêmio Eduardo Frieiro, o mais importante premiação do setor gastronômico no estado de Minas Gerais, foi criado em homenagem a Frieiro por conta de seu ensaio que trata acerca da forma de comer do mineiro. Sobre o referido prêmio, o Governo do Estado de Minas Gerais definiu que no dia do nascimento de Eduardo Frieiro seria comemorado como o Dia da Gastronomia Mineira, uma vez que ele foi o autor do autor do primeiro livro de gastronomia dedicado aos sabores de Minas: “Feijão, angu e couve”, em 1966.

## Obra
A obra de Frieiro é um ensaio sobre a culinária mineira, suas origens e suas influências ao longo da história. Nela, o autor aborda sobre os diversos comportamentos e hábitos relacionados com a formação histórica de Minas Gerais e sua culinária tradicional.
Frieiro precisou recorrer a alguns nutricionistas profissionais para avaliar as propriedade dos alimentos comuns para os mineiros no decorrer do tempo, tendo em vista as diferenças sociais e o seu acesso aos alimentos de maior ou menor valor nutritivo tanto nas cidades como nas regiões rurais de Minas Gerais.

## Publicação
A primeira publicação do livro ocorreu no ano de 1966, na cidade de Belo Horizonte pela Editora Itatiaia tendo uma segunda edição no ano de 1982.